# Dominic Moore
Dominic Michael Moore, född 3 augusti 1980, är en kanadensisk professionell ishockeyspelare som spelar för Toronto Maple Leafs i NHL. Han har tidigare representerat Boston Bruins, New York Rangers, San Jose Sharks, Tampa Bay Lightning, Montreal Canadiens, Florida Panthers,  Buffalo Sabres, Toronto Maple Leafs, Minnesota Wild och Pittsburgh Penguins.
Han draftades i tredje rundan i 2000 års draft av New York Rangers som 95:e spelare totalt.
Han har spelat i 11 NHL-klubbar i sin karriär. Efter tre säsonger i New York Rangers, som han också spelade för i början av sin karriär, skrev han 30 augusti 2016 på ett ettårskontrakt med Boston Bruins. Han spelade bara en säsong i Bruins innan han 1 juli 2017 som unrestricted free agent skrev på ett ettårsavtal med sin elfte NHL-klubb, Toronto Maple Leafs, som han också spelade för 2007–2009.
Hans bror Steve Moore var även han professionell ishockeyspelare.